# Filmåret 1912

## Årets filmer

### A - G
- Agaton och Fina
- Askungen (Cendrillon ou La pantoufle merveilleuse)
- Barfotadansösens offer (Barfodsdanserindens offer)
- Broder och syster
- Bränningar eller Stulen lycka
- Cirkusluft
- De svarta maskerna
- Den levande döde
- Den tyranniske fästmannen
- Det gröna halsbandet
- Dockan eller Glödande kärlek
- Dödsritten under cirkuskupolen
- Ett besök hos Åhlén & Holm, Insjön
- Ett hemligt giftermål eller Bekännelsen på dödsbädden
- Fadren
- Farbror Johannes ankomst till Stockholm eller Hvad en glad frukost på Metropol kan ställa till
- Från krubban till korset
- Fröken Julie
- Guldgossen

### H - N
- Helvetesmaskinen eller Den Röda hanen
- I lifvets vår
- Jupiter på jorden
- Kolingens galoscher
- Komtessan Charlotte
- Kärlekens list
- Kärlekens offer
- Kärleksdrömmar
- Laban Petterkvist tränar till Olympiska spelen
- Med dolk och gift eller Guldets förbannelse
- Mor och dotter
- Musikens makt

### O - Ö
- Olympiska spelen i Stockholm 1912
- Ormen
- Sagas Runöfärd
- Samhällets dom[1]
- Systrarna
- Säterjäntan
- Trädgårdsmästaren
- Två bröder (totalförbjuden för visning i Sverige av svenska filmcensuren)
- Två svenska emigranters äfventyr i Amerika

## Födda
- 8 januari
  - José Ferrer, puertoricansk skådespelare.
  - Folke Hamrin, svensk skådespelare.
- 16 januari – Frank Sundström, svensk skådespelare.
- 23 januari – Manne Grünberger, svensk skådespelare.
- 5 februari – Gustaf Wallenius, svensk skådespelare.
- 13 februari – Boijan Liljeson, svensk skådespelare.
- 17 februari – Birgit Lennartsson, svensk skådespelare och sångare
- 18 februari – Bo Hederström, svensk skådespelare.
- 16 mars – Patricia Nixon, amerikansk skådespelare, Richard Nixons hustru.
- 18 mars – Henrik Dyfverman, svensk skådespelare och tv-producent.
- 22 mars
  - Karl Malden, amerikansk skådespelare.
  - Per-Erik Rundquist, svensk författare och manusförfattare.
- 1 april – Sven-Otto Lindqvist, svensk skådespelare.
- 7 april – Sven Bertil Norberg, svensk skådespelare.
- 8 april
  - Walentin Chorell, finlandssvensk författare, dramatiker och manusförfattare.
  - Sonja Henie, norsk-amerikansk skådespelare och konståkare, olympisk guldmedaljör.
- 4 maj – Britta Brunius, svensk skådespelare.
- 7 maj – Rune Landsberg, svensk skådespelare.
- 21 maj
  - Sven Melin, svensk skådespelare och sångare.
  - Lille Bror Söderlundh, svensk tonsättare och vissångare.
- 29 juni – Bertil Sjödin, svensk skådespelare.
- 1 juli – Volodja Semitjov, svensk journalist och manusförfattare.
- 6 juli – Ruth Moberg, svensk skådespelare och operasångerska(sopran).
- 11 juli – Aino Taube, svensk skådespelare.
- 14 juli – Per-Martin Hamberg, svensk kompositör, manusförfattare, regissör och radioproducent.
- 8 augusti – Ilse-Nore Tromm, svensk skådespelare.
- 15 augusti – Dame Wendy Hiller, brittisk skådespelare.
- 23 augusti – Gene Kelly, amerikansk skådespelare, dansare och koreograf.
- 5 september – Frank Thomas, amerikansk animationsregissör, animatör och manusförfattare.
- 8 september – Alexander Mackendrick, amerikansk-brittisk filmregissör och lärare.
- 29 september
  - Michelangelo Antonioni, italiensk filmregissör.
  - Sture Ericson, svensk skådespelare och regissör.
- 6 oktober – Karin Albihn, svensk skådespelare.
- 14 november – Åke Jensen, svensk skådespelare och sångare.
- 25 november – Henry Denker, amerikansk roman-, pjäs- och manusförfattare.
- 26 november – Gunnar Sønstevold, norsk kompositör av bland annat filmmusik.
- 27 november – Birgit Rosengren, svensk skådespelare.
- 30 november – Hugo del Carril, argentinsk skådespelare, tangosångare och filmregissör.
- 11 december – Carlo Ponti, italiensk filmproducent.
- 21 december – Brita Appelgren, svensk balettdansös och skådespelare.
- 29 december – Thore Ehrling, svensk kompositör, arrangör av filmmusik, orkesterledare och musiker.

## Avlidna
- 23 mars – Mace Greenleaf, amerikansk skådespelare.
- 21 juli – Jack Chagnon, amerikansk skådespelare.
- 26 augusti – Vedah Bertram, amerikansk skådespelerska.
- 17 november – George Ober, amerikansk skådespelare.
- 14 december – Harry Cashman, amerikansk skådespelare.

### Webbkällor
- Svensk Filmdatabas – Filmer med premiär 1912

### Fotnoter
1. ↑  IMDB, läst 29 februari 2012